# Singulari quidem
Singulari quidem es una encíclica del Papa Pío IX publicada el 17 de marzo de 1856 y dirigida a los cardenales, arzobispos, episcopado y clero de Austria.
En este documento, el papa hace un llamamiento a luchar en contra de lo que considera errores de la era moderna —en particular, el indiferentismo y el racionalismo—, recomienda una sólida formación del clero junto con mejorar la educación de los jóvenes y llama a afrontar ciertos «problemas disciplinares del catolicismo del país».